# Манчуа (Вирџинија)
Манчуа (енгл. Mantua) насељено је место без административног статуса у америчкој савезној држави Вирџинија.

## Демографија
По попису из 2010. године број становника је 7.135, што је 350 (-4,7%) становника мање него 2000. године.
| Група             | 2000.         | 2010.         |
| Белци             | 5.632 (75,2%) | 4.920 (69,0%) |
| Афроамериканци    | 147 (2,0%)    | 184 (2,6%)    |
| Азијати           | 1.019 (13,6%) | 1.407 (19,7%) |
| Хиспаноамериканци | 511 (6,8%)    | 441 (6,2%)    |
| Укупно            | 7.485         | 7.135         |